# Screamin’ Jay Hawkins
Screamin’ Jay Hawkins (eredetileg Jalacy Hawkins, de Jay Hawkins néven is ismert) (Cleveland, Ohio, 1929. július 18. – Neuilly-sur-Seine, 2000. február 12.) amerikai énekes, dalszerző, muzsikus és színész, a shock rock műfaj úttörője. Ő volt a legelső olyan zenész, aki sokkoló/különleges kinézettel jelent meg a koncerteken. Általában leopárdmintás ruhákat és furcsa kalapokat hordott. Leghíresebb dala az "I Put a Spell on You". Ezt a számot több énekes és együttes is feldolgozta. A soul és a rhythm and blues műfajok voltak a fő terepe.
Eredeti vágya az volt, hogy operaénekes legyen, de végül blues zenészként kezdte karrierjét. Ökölvívóként is tevékenykedett, 1949-ben bajnok volt.
1951-ben csatlakozott Tiny Grimes gitáros együtteséhez. 1956-ban jelent meg az "I Put a Spell on You" című dala. Ez a dal több tévéműsorban is megjelent.
Érdekesség, hogy hatszor nősült és saját állítása szerint összesen kb. 75 gyereke volt. Ezek közül eddig 33-at sikerült beazonosítani.
Halálát érfalgyengeség okozta. Franciaországban hajtottak rajta végre egy sürgős műtétet, egy Párizs közeli kórházban, de a beavatkozás ellenére elhunyt.
Zenéje más előadókat is megihletett, így Led Zeppelint, a Black Sabbath-ot, Rob Zombie-t és Marilyn Mansont.

## Diszkográfia
Stúdióalbumok
- At Home with Screamin' Jay Hawkins (1958)
- The Night and Day of Screamin Jay Hawkins (1965)
- What This Is! (1969)
- Because Is in Your Mind (1970)
- A Portrait of a Man and His Woman (1972)
- I Put a Spell on You (1977)
- Screamin' the Blues (1979)
- Lawdy Miss Clawdy (1979)
- Real Life (1983)
- Black Music for White People (1991)
- I Shake My Stick At You (1991)
- Stone Crazy (1993)
- Somethin' Funny Goin' On (1994)
- At Last (1998)